# 😢
😢  is een teken uit de Unicode-karakterset dat een huilend gezicht voorstelt. Deze emoji is in 2010 geïntroduceerd met de Unicode 6.0-standaard.

## Betekenis
Deze emoji stelt een gezicht met een enkele traan op de wangen voor en wordt gebruikt om een gevoel van verdriet weer te geven.
De emoji moet niet verward worden met het hysterisch huilend gezicht, 😭, en evenmin met het teleurgesteld maar opgelucht gezicht, 😥, dat een zweetdruppel op het voorhoofd heeft in plaats van een traan op de wang. In lage resoluties kan het moeilijk zijn het onderscheid te maken.

## Codering

### Unicode
In Unicode vindt men de 😢 onder de code U+1F622 (hex).

### HTML
In HTML kan men in hex de volgende code gebruiken: &#x1F622;
In decimaalnotatie werkt de volgende code: &#128546;

### Shortcode
In software die shortcode ondersteunt, kan het karakter worden opgeroepen met de code :cry:.

### Unicode annotatie
De Unicode annotatie voor toepassingen in het Nederlands (bijvoorbeeld een Nederlandstalig smartphone toetsenbord) is huilend gezicht. Aanvullende sleutelwoorden zijn bedroefd, huilen en traan.